# Prêmio Sharon Keillor para Mulheres em Educação da Engenharia
O Prêmio Sharon Keillor para Mulheres em Educação da  Engenharia "reconhece e homenageia mulheres de destaque na área da engenharia da educação". Laureadas devem ter um doutorado em uma disciplina de engenharia ou áreas afins, ter pelo menos cinco anos de experiência de ensino em uma escola de engenharia e "ter um excelente histórico no ensino de estudantes de engenharia."
O prêmio foi concedido anualmente desde 2001. Laureadas incluem Jeannie L Darby e  Rebecca Richards-Kortum.

## Laureadas
| Ano  | Laureada                | Instituição                              | Ref           |
| ---- | ----------------------- | ---------------------------------------- | ------------- |
| 2001 | Jeannie L. Darby        | University of California, Davis          | [ 2 ]         |
| 2002 | Audeen W. Fentiman      | Ohio State University                    | [ 3 ]         |
| 2003 | Jennifer L. Curtis      | Purdue University                        | [ 4 ]         |
| 2004 | Rebecca Richards-Kortum | Rice University                          |               |
| 2005 | Malgorzata S. Zywno     | Ryerson University                       | [ 5 ]         |
| 2006 | Sara Wadia-Fascetti     | Northeastern University                  | [ 6 ]         |
| 2007 | Julia Ross              | University of Maryland, Baltimore County | [ 7 ]         |
| 2008 | Sue Ann Allen           | Georgia Institute of Technology          | [ 8 ]         |
| 2009 | Alice C. Parker         | University of Southern California        | [ 9 ]         |
| 2010 | Kauser Jahan            | Rowan University                         |               |
| 2011 | Sheryl Sorby            | Michigan Technological University        | [ 10 ]        |
| 2012 | Mary Besterfield-Sacre  | University of Pittsburgh                 | [ 11 ]        |
| 2013 | Teri Reed-Rhoads        | Texas A&M University                     | [ 12 ]        |
| 2014 | Susan McCahan           | University of Toronto                    | [ 13 ] [ 14 ] |
| 2015 | Mia Markey              | University of Texas at Austin            | [ 15 ] [ 16 ] |
| 2016 | Karen C. Davis          | University of Cincinnati                 | [ 17 ] [ 18 ] |
| 2017 | Não concedido           |                                          |               |
| 2018 | Donna Llewellyn         | Boise State University                   | [ 19 ]        |
| 2019 | Jenna Carpenter         | Campbell University                      | [ 20 ]        |